# 朝鲜人民军陆军第6步兵师
第6步兵師，其正式番号直译为近卫第6步兵师团（朝鲜语：／），是朝鲜人民军陆军的一个步兵师。成立之初為中共支持的朝鮮義勇軍所屬部隊，後編入中國人民解放軍，其主要幹部與士兵為朝鮮族。1949年7月移交給朝鮮人民軍，整編為第6步兵師。1950年末，為表彰其佔領漢城的突出貢獻，第6步兵師被授予“近衛”稱號。

## 历史

### 中國時期
1946年1月来自延安的60名朝鲜干部进抵通化，与通化、柳河、清源各一部朝鲜族部队，辑安、桓仁两个朝鲜大队组建了朝鲜义勇军第一支队，司令员金雄，政委方虎山，参谋长韩景，政治部主任朱然。1946年2月初金雄、韩景、朱然赴朝，由王子仁（即崔仁）、芦哲用、洪林接任司令员、参谋长、政治部主任。副参谋长安彬。直属3个营，即安民营、兴京(新宾)营、韩景营。归其指挥的还有铁岭义勇团以及桓仁连、磐石连、开原连和昌图连等部队。1946年2月13日，3个直属营改称李红光支队。1946年11月，归辽宁军区所属，下辖第一、二、三团。1948年3月改编为东北人民解放军独立第4师。1948年11月改编为中国人民解放军步兵第一六六师。
該部自成立以來，主要是在通化一带担任保卫地方和剿匪任务，主要在南满进行游击作戰，幾乎沒有與中華民國國軍正面作戰的記錄。

### 朝鮮時期
1949年5月金光侠和金雄赴中国东北接收朝鲜族部队。1949年7月，东北军区步兵第166师撤消番号，全师10620人由方虎山率领进与朝鲜人民军第5师（原中国人民解放军第164师）入朝鲜，在新义州市整编为朝鮮人民军第6步兵师团，师团长方虎山。
1950年6月朝鲜战争时被编入金雄的第1军，第6师从三八线进攻开城，一直打到釜山外围，击毙了韩国陆军参谋总长蔡秉德少将，洛东江战役中与美军第24师第29团、美军第25师第27团、海军陆战旅作战。仁川登陆后，第6师从敌后北撤，1950年10月底与中国人民志愿军王淮湘、茹夫一率领的两支中朝联合敌后游击支队会师。返回战线后方之后，第6师荣获近卫师称号，方虎山晋升中将

。
朝鮮戰爭停戰後，該師駐扎於沙里院市。1959年6月18日起換防開城至今。該師現屬於第2軍團指揮。